# 公田ジョウロ塚遺跡
公田ジョウロ塚遺跡（くでんジョウロづかいせき）とは、神奈川県横浜市栄区公田町にある縄文時代の遺跡で、およそ5000年程前の縄文中期のものである。別名は公田町遺跡。人の頭を象ったものでは日本最大サイズの土製品が出土したことで知られる遺跡である。

## 概要
この遺跡は栄の区役所などがある市街から南に見える小山の上にあり、山の上の全域が遺跡である。現況は住宅地で（山林や墓地もある）、あまり遺跡のイメージは湧かないが、1979年（昭和54年）に一部発掘されたという。

## ジョウロ塚遺跡の人面把手
昔遺跡内の畑から、縄文土器の一部分である「人面把手（顔面把手）」が採取された。現在は神奈川県立歴史博物館が所蔵している。これは高さ約16.5cm・幅約20cm程の人間の頭形をした土器の破片で、首から下が欠けて無い。縄文土器の縁の部分に内側向きに取り付けられた把手だともいわれているが、これが取り付けられていたとすると超大型土器になるので土偶説がある。近年X線透過撮影で科学分析が行われたが結局正体は解らなかった。ただし把手にしても土偶にしても、人間の頭を形作った縄文時代の粘土製品としては日本最大といわれ、貴重な文化遺産である。

## 周辺
遺跡の中の墓地（近世～現代の墓）には塚があり、「照玉姫伝説」の上臈塚と呼ばれている。また遺跡の小山の麓には、「アラハバキ」を祀っている市内唯一の祠がある。

## 参考資料
- 横浜市教育委員会『昭和57年度文化財年報（埋蔵文化財その1・昭和52～57）』横浜市 1983年（昭和58年）
- 栄の歴史編集委員会『栄の歴史』栄区地域振興課 2013年（平成25年）3月
- 栄区地域振興課『栄区郷土史ハンドブック（第5刷）』横浜市 2015年（平成27年）3月
- 千葉毅「神奈川県立歴史博物館所蔵の土偶・人面把手」『神奈川県立博物館研究報告―人文科学―』38、2012年
- 千葉毅「神奈川県立歴史博物館所蔵横浜市公田ジョウロ塚遺跡採集 縄文時代土製頭部片のX線CT撮影による分析」『神奈川県立博物館研究報告 —人文科学—』46、2019年（令和元年）10月